# Comuna Havrîlivka Druha, Kalanceak
Havrîlivka Druha (în ucraineană Гаврилівка Друга) este o comună în raionul Kalanceak, regiunea Herson, Ucraina, formată din satele Babenkivka Perșa și Havrîlivka Druha (reședința).

## Demografie
Componența lingvistică a comunei Havrîlivka Druha
     Ucraineană (88,73%)
     Rusă (4,57%)
     Alte limbi (0,89%)
Conform recensământului din 2001, majoritatea populației comunei Havrîlivka Druha era vorbitoare de ucraineană (88,73%), existând în minoritate și vorbitori de rusă (4,57%).